# Nati nel 1688
| Questa pagina contiene informazioni ricavate automaticamente dalle voci biografiche con l'ausilio del template Bio e di un bot. L'aggiornamento è periodico e automatico e ricostruisce completamente la pagina. Se manca una persona in questa lista, sei pregato di non aggiungerla, ma accertati piuttosto che la sua voce biografica contenga il template Bio e che i dati anagrafici siano correttamente compilati. Se il template Bio manca, inseriscilo tu stesso o, in alternativa, metti l'avviso {{tmp\|Bio}} che ne segnala la mancanza. Se i dati riportati sono sbagliati, correggi direttamente la voce biografica; le modifiche saranno visibili in questa lista entro pochi giorni. Per chiarimenti vedi il progetto biografie. La lista contiene solo le 95 persone che sono citate nell'enciclopedia e per le quali è stato implementato correttamente il template Bio. Pagina aggiornata al 2 lug 2025. |

## Gennaio(8)
- 3 gennaio - Louis-Guy de Guérapin de Vauréal, vescovo cattolico e diplomatico francese († 1760)
- 16 gennaio - Gaetano Dardanone, pittore italiano († 1760)
- 18 gennaio - Lionel Sackville, I duca di Dorset, politico inglese († 1765)
- 22 gennaio - Daniele Dolfin, cardinale e patriarca cattolico italiano († 1762)
- 22 gennaio - Jacob Friedrich Reimmann, teologo, pedagogo e filosofo tedesco († 1743)
- 23 gennaio - Ulrica Eleonora di Svezia, regina svedese († 1741)
- 25 gennaio - Juraj Jánošík, criminale slovacco († 1713)
- 29 gennaio - Emanuel Swedenborg, filosofo e mistico svedese († 1772)

## Febbraio(6)
- 4 febbraio - Pierre de Marivaux, drammaturgo e scrittore francese († 1763)
- 5 febbraio - Maurizio Guglielmo di Sassonia-Merseburg, duca († 1731)
- 7 febbraio - Maria Luisa d'Assia-Kassel, nobildonna († 1765)
- 9 febbraio - Giacomo Castelli, letterato, avvocato e filologo italiano († 1759)
- 13 febbraio - Luca Melchiore Tempi, cardinale e arcivescovo cattolico italiano († 1762)
- 15 febbraio - Nicolas Fréret, storico e linguista francese († 1749)

## Marzo(4)
- 6 marzo - Joseph Xaupi, abate, scrittore e letterato francese († 1778)
- 11 marzo - Johann Heinrich May il giovane, storico, filologo e orientalista tedesco († 1732)
- 20 marzo - Giuseppe Livizzani Mulazzani, cardinale italiano († 1754)
- 22 marzo - Joachim Daniel von Jauch, militare e architetto tedesco († 1754)

## Aprile(7)
- 1º aprile - Maur Dantine, religioso belga († 1746)
- 4 aprile - Joseph-Nicolas Delisle, astronomo francese († 1768)
- 9 aprile - Paul de Lamerie, orafo britannico († 1751)
- 15 aprile - Johann Friedrich Fasch, violinista e compositore tedesco († 1758)
- 19 aprile - Ernesto Augusto I di Sassonia-Weimar, duca († 1748)
- 28 aprile - Giacomo Antonio Boni, pittore italiano († 1766)
- 29 aprile - Charles-Nicolas Cochin il Vecchio, incisore francese († 1754)

## Maggio(10)
- 6 maggio - Charles Parrocel, pittore, disegnatore e incisore francese († 1752)
- 6 maggio - Marie Victoire de Noailles, nobile francese († 1766)
- 7 maggio - Giuseppe Esterházy, principe ungherese († 1721)
- 7 maggio - Giulio Pontedera, botanico italiano († 1757)
- 8 maggio - François Robichon de La Guérinière, cavaliere francese († 1751)
- 12 maggio - Giovanna Battista Solimani, religiosa italiana († 1758)
- 14 maggio - Rémy Ceillier, abate francese († 1763)
- 21 maggio - Contuccio Contucci, archeologo e gesuita italiano († 1768)
- 21 maggio - Alexander Pope, poeta inglese († 1744)
- 22 maggio - Placido Troyli, abate e storico italiano († 1757)

## Giugno(5)
- 10 giugno - Giacomo Francesco Edoardo Stuart, nobile inglese († 1766)
- 19 giugno - Giorgio Federico Carlo di Brandeburgo-Bayreuth, sovrano († 1735)
- 23 giugno - Giovanni Luigi II di Anhalt-Zerbst, principe († 1746)
- 28 giugno - Salvatore Pappacoda, II principe di Centola, nobile e politico italiano († 1744)
- 30 giugno - Abu l-Hasan 'Ali I, tunisino († 1756)

## Luglio(3)
- 4 luglio - Giuseppe Maria Imbonati, letterato e mecenate italiano († 1768)
- 9 luglio - Niccolò Gualtieri, medico, zoologo e botanico italiano († 1744)
- 19 luglio - Giuseppe Castiglione, gesuita, missionario e pittore italiano († 1766)

## Agosto(6)
- 6 agosto - Gustaf Fredrik von Rosen, generale e politico svedese († 1769)
- 12 agosto - Cristiano di Nassau-Dillenburg, principe tedesco († 1739)
- 14 agosto - Federico Guglielmo I di Prussia, re († 1740)
- 16 agosto - Gaspard de Clermont-Tonnerre, nobile e militare francese († 1781)
- 22 agosto - Heinrich Bernhard Rupp, botanico tedesco († 1719)
- 26 agosto - Egidio Forcellini, presbitero, latinista e lessicografo italiano († 1768)

## Settembre(5)
- 1º settembre - Federico Luigi di Hohenzollern-Hechingen, principe († 1750)
- 12 settembre - Ferdinand Maximilian Brokoff, scultore e stuccatore boemo († 1731)
- 13 settembre - Luca Antonio Predieri, compositore italiano († 1767)
- 26 settembre - Willem 's Gravesande, filosofo, fisico e matematico olandese († 1742)
- 30 settembre - Francesco Maria II Pico della Mirandola, nobile italiano († 1747)

## Ottobre(5)
- 5 ottobre - Gerlach Adolph von Münchhausen, politico tedesco († 1770)
- 17 ottobre - Domenico Zipoli, gesuita, missionario e compositore italiano († 1726)
- 19 ottobre - Antonio Corradini, scultore italiano († 1752)
- 26 ottobre - Augustin Friedrich Walther, anatomista e botanico tedesco († 1746)
- 30 ottobre - Filippo Vasconi, architetto e incisore italiano († 1730)

## Novembre(8)
- 3 novembre - Ichikawa Danjūrō II, attore teatrale giapponese († 1758)
- 4 novembre - Anton Kašutnik, gesuita e scrittore sloveno († 1745)
- 5 novembre - Louis Bertrand Castel, matematico e gesuita francese († 1757)
- 11 novembre - Lorenzo Somis, violinista, compositore e pittore italiano († 1775)
- 13 novembre - Noël-Antoine Pluche, scrittore e naturalista francese († 1761)
- 13 novembre - Hercule Mériadec de Rohan-Guéméné, nobile francese († 1757)
- 17 novembre - Maria Luisa di Savoia, principessa († 1714)
- 21 novembre - Antonio Visentini, pittore, architetto e incisore italiano († 1782)

## Dicembre(2)
- 8 dicembre - Mariano Aristuto, poeta, scenografo e geologo italiano († 1769)
- 14 dicembre - Eustache Chartier de Lotbinière, funzionario francese († 1749)

## Senza giorno specificato(26)
- John Astbury, ceramista inglese († 1743)
- Antonio Bicchierai, pittore italiano († 1766)
- Stede Bonnet, pirata inglese († 1718)
- Antoniotto Botta Adorno, generale italiano († 1774)
- John Boyle, II conte di Glasgow, nobile scozzese († 1740)
- Richard Bradley, naturalista e botanico inglese († 1732)
- Antonio Brancato, presbitero italiano († 1760)
- Arthur Elphinstone, VI Lord Balmerino, nobile e militare scozzese († 1746)
- Franz Ignaz Flurer, pittore austriaco († 1742)
- Ercole Graziani, pittore italiano († 1765)
- José de Ibarra, pittore messicano († 1756)
- Antoine Bandieri de Laval, ballerino e coreografo francese († 1767)
- François Lemoyne, pittore francese († 1737)
- José Manso de Velasco, militare e politico spagnolo († 1767)
- Tommaso Martini, pittore italiano († 1755)
- Girolamo Palazzotto, architetto e presbitero italiano († 1754)
- Girolamo Pellizoni, pittore italiano
- Giuseppe Rusconi, scultore svizzero († 1758)
- Carlo Salis, pittore italiano († 1773)
- Carlo Amedeo Salmatoris, nobiluomo italiano († 1759)
- Giuseppe Sardi, architetto italiano († 1770)
- Antonio Stom, pittore italiano († 1734)
- Carlo Antonio Testore, liutaio italiano († 1764)
- Tevkii Hamza Hamid Pascià, politico ottomano († 1770)
- William Wyndham, politico britannico († 1740)
- Louis de Pardaillan de Gondrin, nobiluomo francese († 1712)